# ألبرت كلايفر
ألبرت جان كلايفر (بالهولندية: Albert Jan Kluyver) عالم هولندي اختص في دراسة علم الأحياء الدقيقة والكيمياء الحيوية.